# ラブレター〜瀬尾公治短編集〜
『ラブレター〜瀬尾公治短編集〜』（ラブレター〜せおこうじたんぺんしゅう〜）は、瀬尾公治の短編漫画を収録したコミックス。

## 概要
2007年8月17日発行（ISBN 978-4-06-363876-9）。『ラブレター』前後編、『HALF&HALF』、『梓颯』の3作品と、特別おまけ4コマ漫画、あとがきという構成になっている。

## 収録作品

### ラブレター

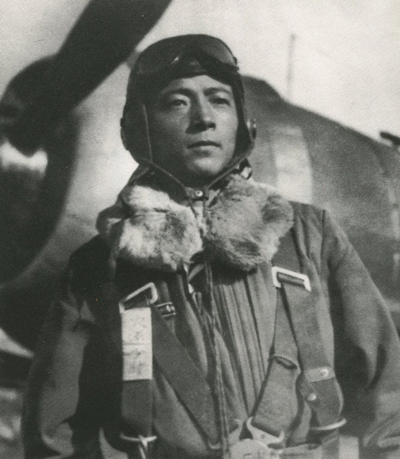
穴澤利夫

『週刊少年マガジン』（講談社）2007年第2・3合併号、第4・5合併号に前後編の二部構成で掲載された。この作品は、作者がたまたま見かけた深夜のドキュメント番組（NNNドキュメント 婚約者からの遺書）を漫画化したもの。
- 昭和16年7月、太平洋戦争の直前、大学の図書館で司書になるため実習中だった17歳の持田智恵子と19歳の指導役で中央大学の学生・穴澤利夫は知り合った。その冬、利夫は智恵子に告白をするが、当時、学生と付き合うのははしたないという理由で智恵子の母に反対され、結局文通という形で付き合うことになる。そして、少しずつ会うようになり、だんだん距離が短くなっている頃、利夫から陸軍航空隊に志願すると聞かされる……。

### HALF&HALF
2007年発行『マガジンSPECIAL』No.6に掲載。全41ページ。この作品は、作者が新人賞で佳作をとったデビュー作のリメイク。
- 美大生の永川慎一は、交差点で真田夕希に気を取られ、トラックにはねられて共に死んでしまう。すると、「どちらか一人だけ生きることを許す。これより7日間、命を含む全てのものを共有し、その間にどちらが生きるか決めるように。そして、くれぐれもお互いの傍を離れぬように」と天からの声を聞いた。元の世界に戻り、2人が離れようとすると双方に激痛が走り離れられないこと、感情も含む全てのものを共有していること、本当に7日後にどちらかが死んでしまう、ということが分かった。その日から、慎一と夕希の奇妙な共同生活が始まった……。

### 梓颯
2005年発行『マガジンワンダー』4月15日号に掲載。全35ページ。
- 高校1年の黒田謙志は、入学時から憧れていたテニス部のエースで3年の伊藤葵月（はづき）のゲタ箱にラブレターを入れたはずだった。が、入れるゲタ箱を間違えてしまい、同じくテニス部で1年生の伊藤梓颯（あずさ）と付き合うことになってしまった。しかし葵月のことが諦めきれない謙志は、いつ別れ話を切り出そうかとずっと考えていたが、梓颯のペースにのまれなかなか切り出せずにいた。